# منتخب بوتان للكريكت
منتخب بوتان الوطني للكريكت هو ممثل بوتان الرسمي في المنافسات الدولية في الكريكت .